# Vernonia travancorica
Vernonia travancorica là một loài thực vật có hoa trong họ Cúc. Loài này được Hook.f. miêu tả khoa học đầu tiên.